# Ugo Frigerio
Ugo Frigerio (Milánó, 1901. szeptember 16. – Garda, 1968. július 7.) háromszoros olimpiai bajnok olasz atléta.

## Pályafutása
Két aranyérmet is nyert az 1920-as olimpiai játékokon; mind a két gyaloglószámot ő nyerte. Három kilométeren a döntőben, tíz kilométeren pedig az elődöntőben állított fel új olimpiai rekordot.
Négy évvel később, a párizsi olimpián megvédte címét tíz kilométeres távon.
1932-ben a Los Angeles-i olimpián a programba első alkalommal bekerült 50 kilométeres versenyszámban állt rajthoz. A célban bronzérmesként zárt a brit Thomas Green és a lett Jānis Daliņš mögött.

## Egyéni legjobbjai
- 10 kilométeres gyaloglás - 44:38 (1925)
- 50 kilométeres gyaloglás - 4.59:06 (1932)

## Érdekesség
Frigerio vitte az olasz csapat zászlaját az 1924-es, valamint az 1932-es olimpián.